# Rue Ligner
La rue Ligner est une voie du 20e arrondissement de Paris, en France.

## Situation et accès
La rue Ligner est une voie publique située dans le 20e arrondissement de Paris. Elle débute au 39, rue de Bagnolet et se termine au 55, rue de Bagnolet.

## Origine du nom
La rue tire son nom de celui d'un ancien propriétaire local.

## Historique
Ouverte sous le nom de « passage Ligner » vers la fin du XIXe siècle, elle est classée dans la voirie parisienne par un arrêté municipal du 31 mars 1993.

## Bâtiments remarquables et lieux de mémoire
- No 17 : lycée professionnel Charles-de-Gaulle.